# 1646 год в науке
В 1646 году произошли различные научные и технологические события, некоторые из которых представлены ниже.

## Публикации

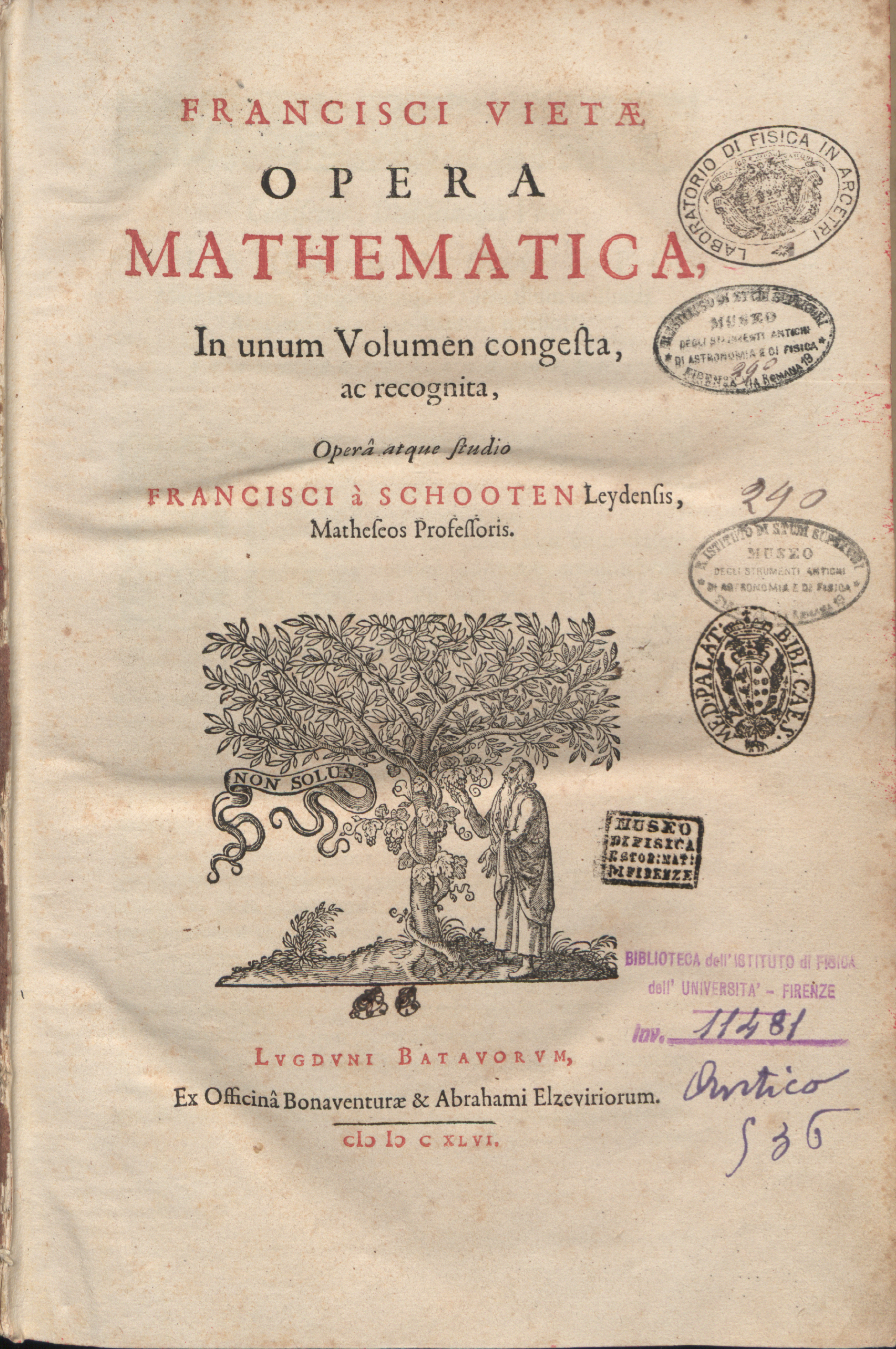
Сборник Виета

- Голландский математик Франс ван Схотен посмертно издал сборник трудов и писем «отца алгебры» Франсуа Виета: «Francisci Vieta. Opera mathematica, in unum volumen congesta, ac recognita, opera atque studio Francisci Schooten». Издание способствовало быстрому прогрессу символической алгебры в Европе[1].
- Английский врач, философ и писатель Томас Браун опубликовал яркий философский трактат «Ошибки и заблуждения» (Pseudodoxia Epidemica or Enquiries into very many received tenets and commonly presumed truths). Книга о принципах поиска научной истины, опирающаяся на бэконовский эмпиризм, выдержала к 1672 году шесть дополненных переизданий и была переведена с английского на французский, латинский и голландский языки[2][3].

## Родились
См. также: Категория:Родившиеся в 1646 году
- 20 апреля — Антуан Галлан, французский востоковед, прославленный первым в Европе переводом цикла сказок «Тысяча и одна ночь» (умер в 1715 году).
- 20 апреля — Шарль Плюмье, французский Королевский ботаник, исследователь флоры Центральной и Южной Америки (умер в 1704 году).
- 1 июля — Готфрид Вильгельм Лейбниц, немецкий учёный-универсал и философ, соавтор Ньютона в создании математического анализа (умер в 1716 году).
- 19 августа — Джон Флемстид, первый английский Королевский астроном, первый директор Гринвичской обсерватории (умер в 1719 году).